# Micromovie-Award
Micromovie (Eigenschreibweise: micromovie) war ein Filmideewettbewerb des Fernsehsenders Das Vierte, der im Jahre 2006 ins Leben gerufen wurde. Die Idee des Micromovie-Awards war es, nichtprofessionellen Filmgestaltern die Möglichkeit zu geben, ihre Ideen und Geschichten professionell umsetzen zu lassen.
Voraussetzung für die Teilnehmer war, eine Geschichte in Form eines Drehbuchs, Storyboards oder einer geschriebenen Erzählung einzureichen. Dabei mussten zwei Dinge beachtet werden: Der Teilnehmer durfte kein professioneller Autor sein und der teilnehmende Beitrag musste in 100 Sekunden filmisch erzählt werden. Eine jährlich wechselnde Jury aus prominenten Schauspielern, Regisseuren und Führungspersönlichkeiten aus der Medienlandschaft wählte die zehn besten Ideen aus. Diese wurden von einer Produktionsfirma im Auftrag von Das Vierte produziert. Durch eine öffentliche Abstimmung wurde der Gewinner aus den zehn Finalisten ermittelt. 

## Die Jurymitglieder von 2006 bis 2008

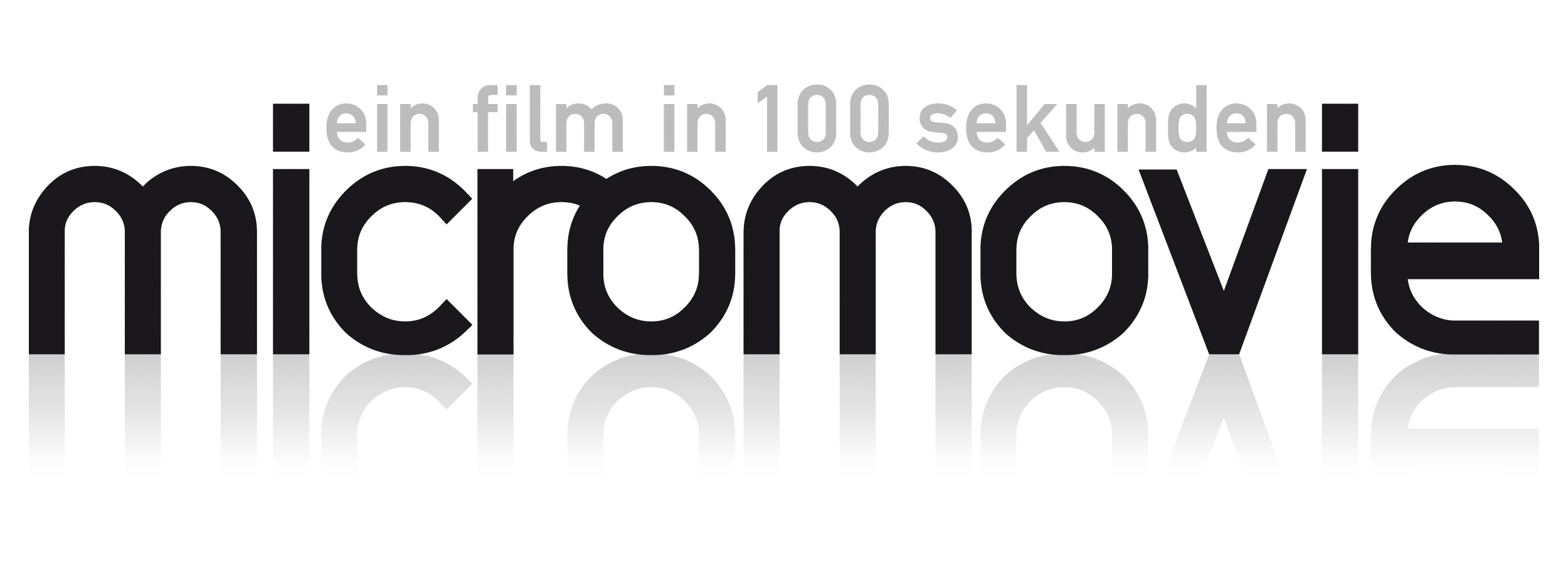
Logo des Wettbewerbs

| Jahr | Motto           | Gewinner         | Film       |
| ---- | --------------- | ---------------- | ---------- |
| 2006 | 4               | Holger Hustädte  | Lauf       |
| 2007 | Message 4 You   | Florian Siegrist | Unser Kind |
| 2008 | Der Große Bluff | Jan Schwarze     | Gewonnen!  |

- Nina Bott
- Oliver Wnuk
- Sonja Kirchberger
- Fatih Akın
- Albert Wiederpiel
- Michael Erkert
- Nico Hofmann
- Pete Schwaiger
- Andreas Lechner
- Stefan Ritsche
- Barbara Simon